# Nikola Tomanová
Nikola Tomanová (* 1. März 1996) ist eine tschechische Tennisspielerin.

## Karriere
Tomanová begann mit sieben Jahren das Tennisspielen und bevorzugt Hartplätze. Sie spielt bislang vor allem Turniere der ITF Women’s World Tennis Tour, wo sie bislang einen Titel im Einzel und 11 im Doppel gewinnen konnte.
In der deutschen Tennis-Bundesliga spielte sie 2019 und 2021 für die MBB-Sportgemeinschaft Manching.

## Turniersiege

### Einzel
| Nr. | Datum            | Turnier  | Kategorie   | Belag     | Finalgegnerin | Ergebnis |
| --- | ---------------- | -------- | ----------- | --------- | ------------- | -------- |
| 1.  | 28. Oktober 2018 | Monastir | ITF $15.000 | Hartplatz | Silvia Njirić | 7:5, 6:3 |

### Doppel
| Nr. | Datum              | Turnier            | Kategorie   | Belag           | Partnerin          | Finalgegnerinnen                  | Ergebnis          |
| --- | ------------------ | ------------------ | ----------- | --------------- | ------------------ | --------------------------------- | ----------------- |
| 1.  | 26. September 2015 | Brünn              | ITF $10.000 | Sand            | Kristýna Hrabalová | Ágnes Bukta Veronika Domagala     | 6:2, 2:6, [11:9]  |
| 2.  | 17. September 2016 | Říčany             | ITF $10.000 | Sand            | Nikola Novotná     | Aneta Kučmová Sonja Krtenová      | 6:1, 6:0          |
| 3.  | 9. September 2017  | Prag               | ITF $15.000 | Sand            | Kristýna Hrabalová | Anastasia Dețiuc Johana Marková   | 6:1, 6:3          |
| 4.  | 1. September 2018  | Říčany             | ITF $15.000 | Sand            | Karolína Kubáňová  | Julyette Steur Vendula Žovincová  | 6:72, 6:4, [11:9] |
| 5.  | 8. September 2018  | Prag               | ITF $15.000 | Sand            | Karolína Kubáňová  | Petra Januskova Julyette Steur    | 4:6, 6:3, [10:7]  |
| 6.  | 15. September 2018 | Frýdek-Místek      | ITF $15.000 | Sand            | Karolína Kubáňová  | Petra Januskova Anna Ukolowa      | 6:1, 6:3          |
| 7.  | 29. September 2018 | Brünn              | ITF $15.000 | Sand            | Kristýna Hrabalová | Anastasia Dețiuc Petra Januskova  | 6:2, 6:4          |
| 8.  | 27. Oktober 2018   | Monastir           | ITF $15.000 | Hartplatz       | Kristýna Hrabalová | Silvia Njirić Joanna Zawadzka     | 6:3, 3:6, [11:9]  |
| 9.  | 20. April 2019     | Antalya            | ITF W15     | Sand            | Karolína Kubáňová  | Franziska Kommer Laura Schaeder   | 6:3, 6:2          |
| 10. | 15. Juni 2019      | Přerov             | ITF W25     | Sand            | Karolína Kubáňová  | Kateřina Mandelíková Anna Morgina | 6:4, 7:62         |
| 11. | 7. Dezember 2019   | Jablonec nad Nisou | ITF W15     | Teppich (Halle) | Jana Jablonovská   | Ange Oby Kajuru Elena Malygina    | 7:64, 5:7, [10:4] |